# Луче, Анджела

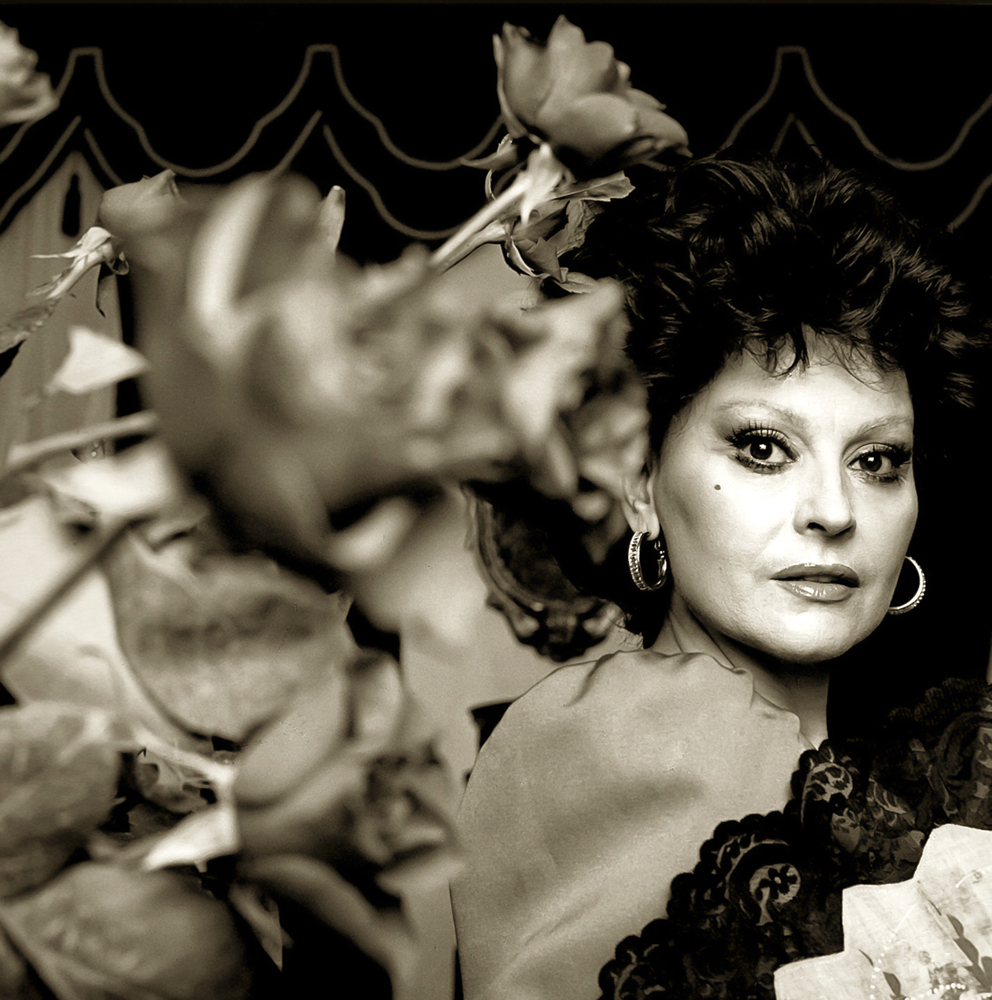

Анджела Луче (итал. Angela Luce, настоящее имя Анджела Савино итал. Angela Savino; род. 3 декабря 1938, Неаполь) — итальянская певица, актриса театра и кино.

## Биография
Кинокарьера Анджелы Луче продлилась с 1958 по 2005 годы. Всего она снялась в 54 фильмах. Её фильмы были преимущественно в жанрах: комедия, драма, мелодрама.

## Избранная фильмография
- 1960: Трёхспальная кровать
- 1962: Ревущие годы
- 1967: Посторонний
- 1970: Нини Тирабушо
- 1971: Жаль, что она блудница
- 1973: Коварство
- 1978: Аморальность